# Luisenstädtischer Friedhof

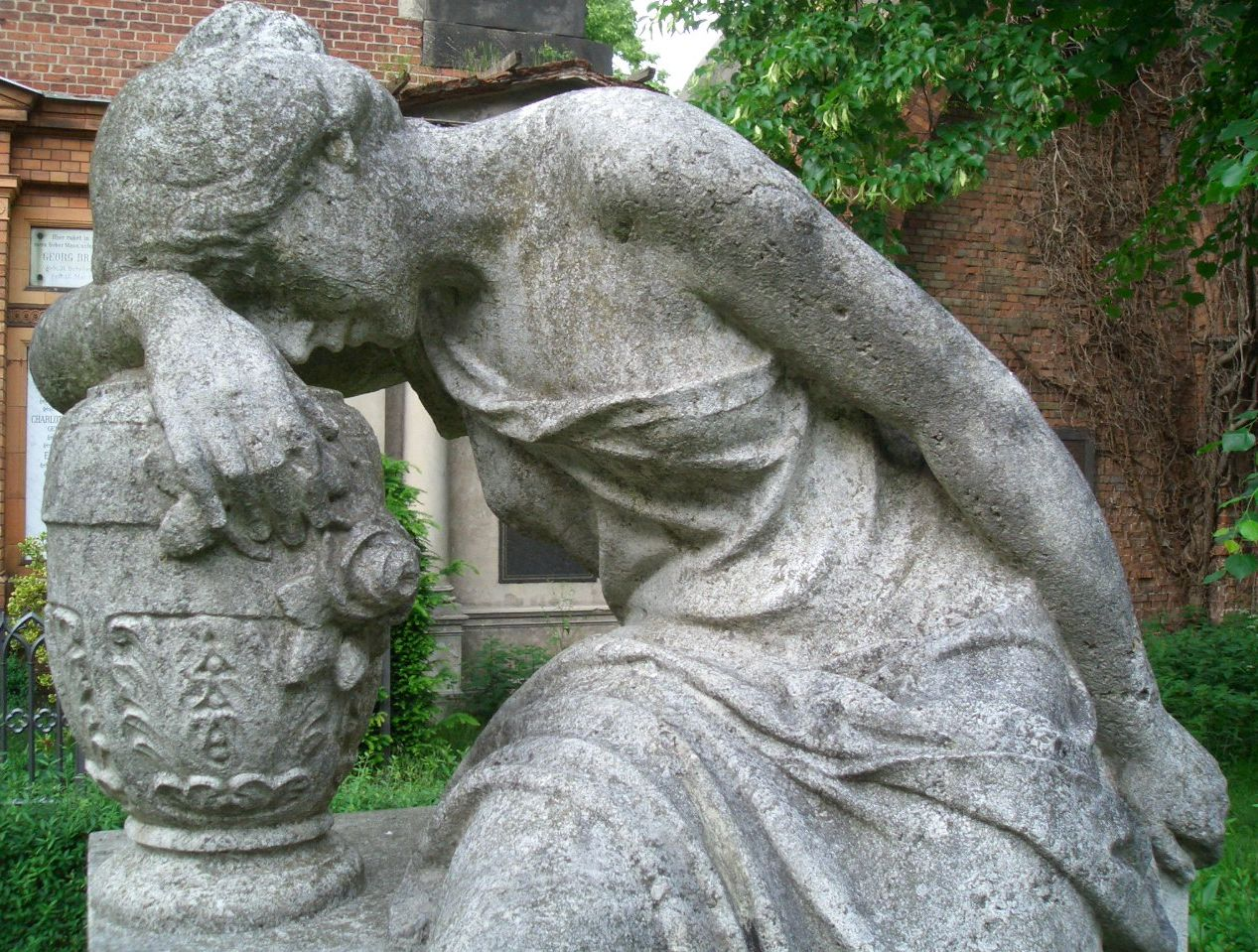
Grab Martha Jagielski, Trauernde von Albert Moritz Wolff

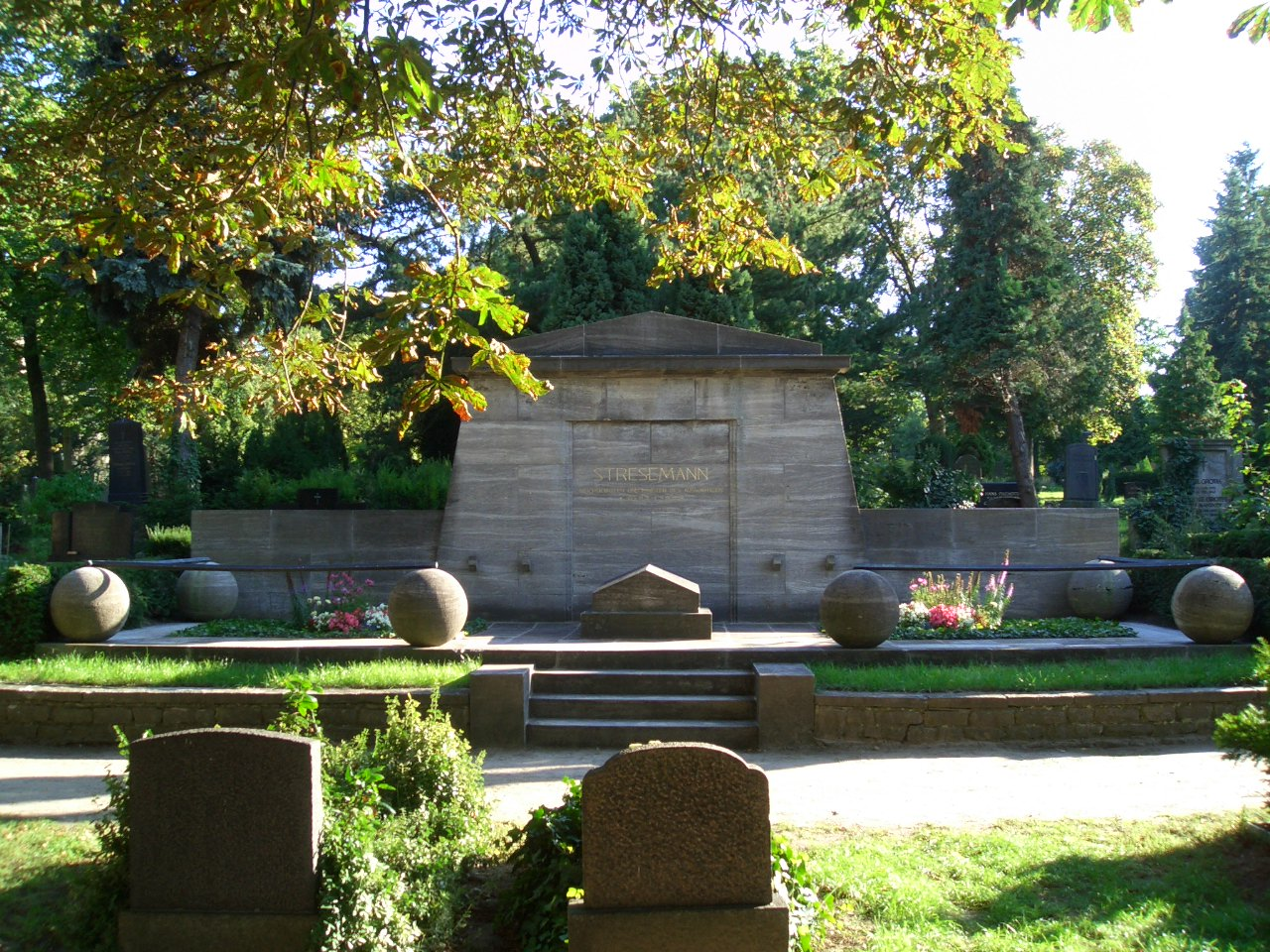
Monumentalgrab für Gustav Stresemann von Hugo Lederer

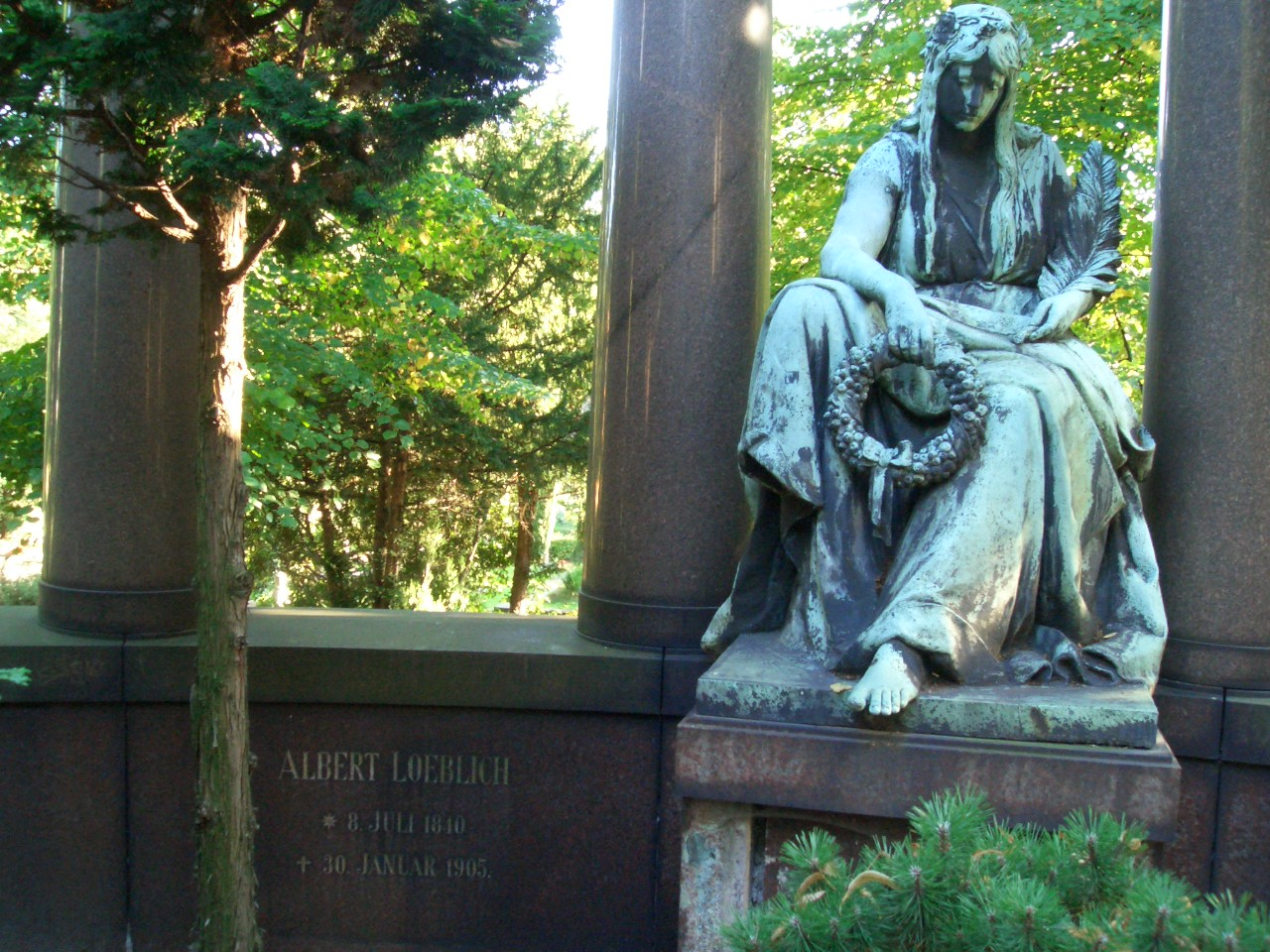
Löblich-Mausoleum. Trauernde von Robert Baerwald

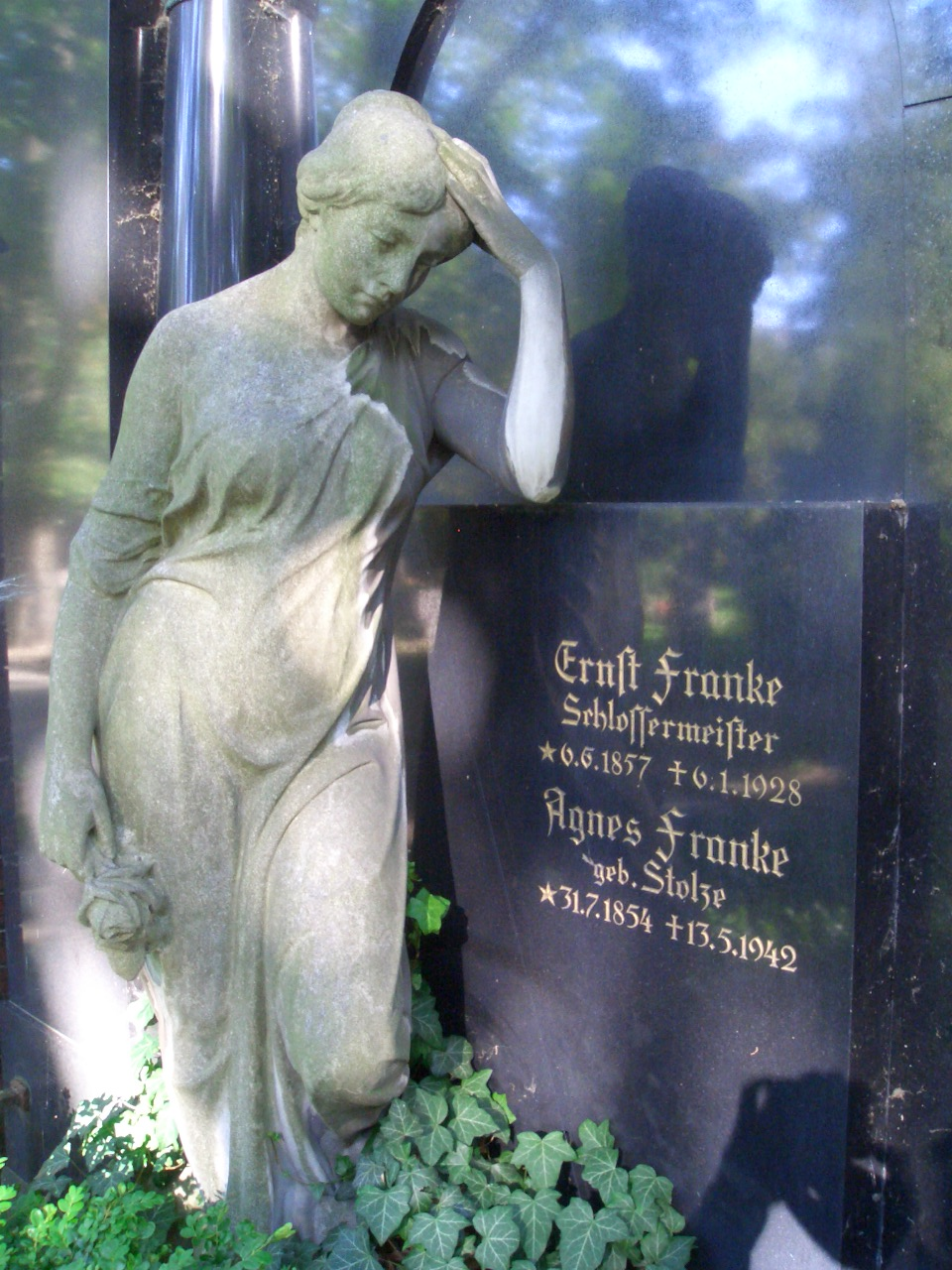
Grab eines Schlossermeisters, Künstler unbekannt

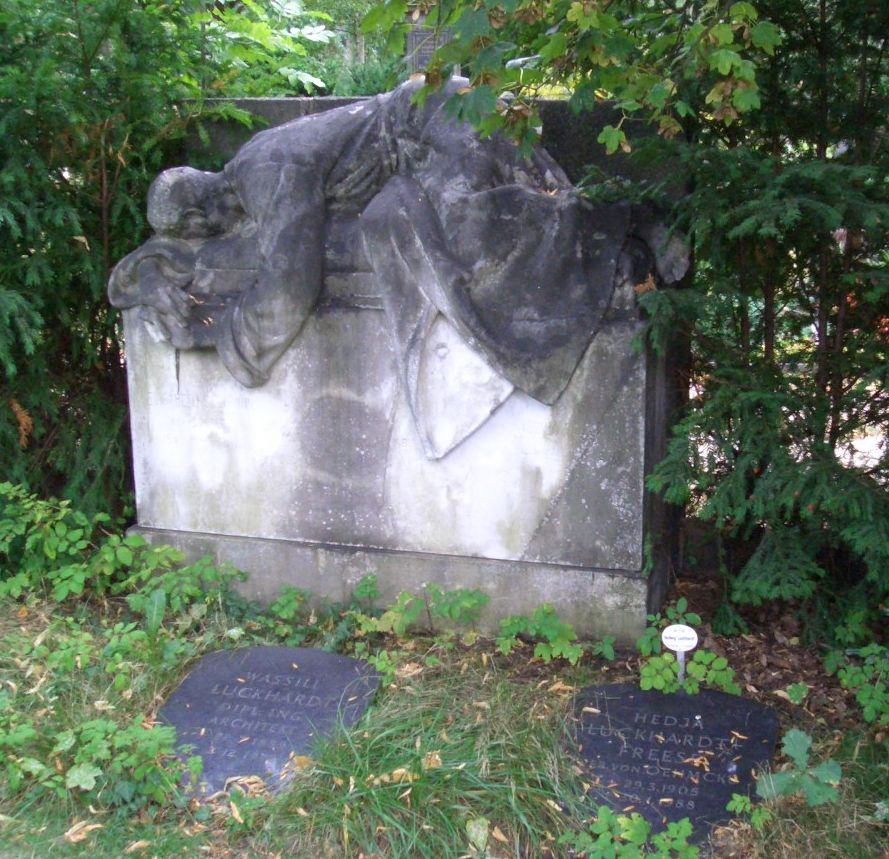
Ehemalige Grabstätte Schischin (1905), jetzt belegt von den Architekten Hans Luckhardt und Wassili Luckhardt

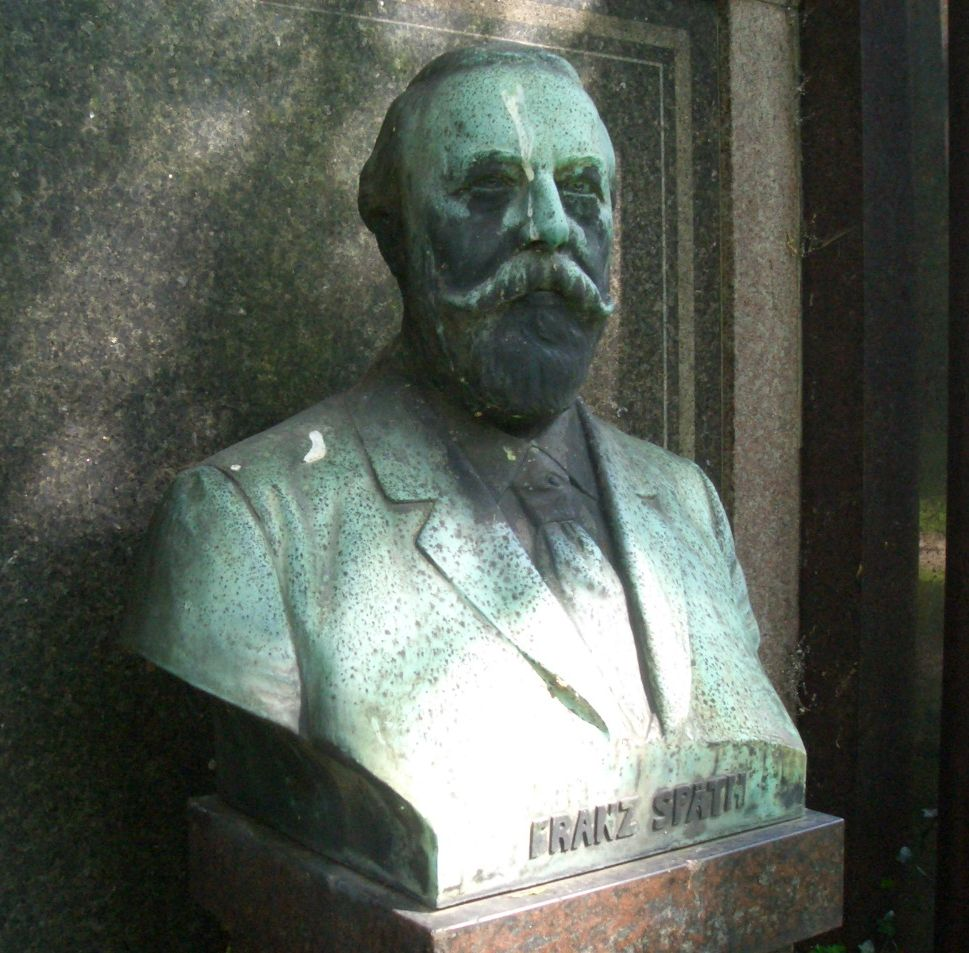
Bronzebüste für das Erbbegräbnis Franz Späth von Albert Manthe

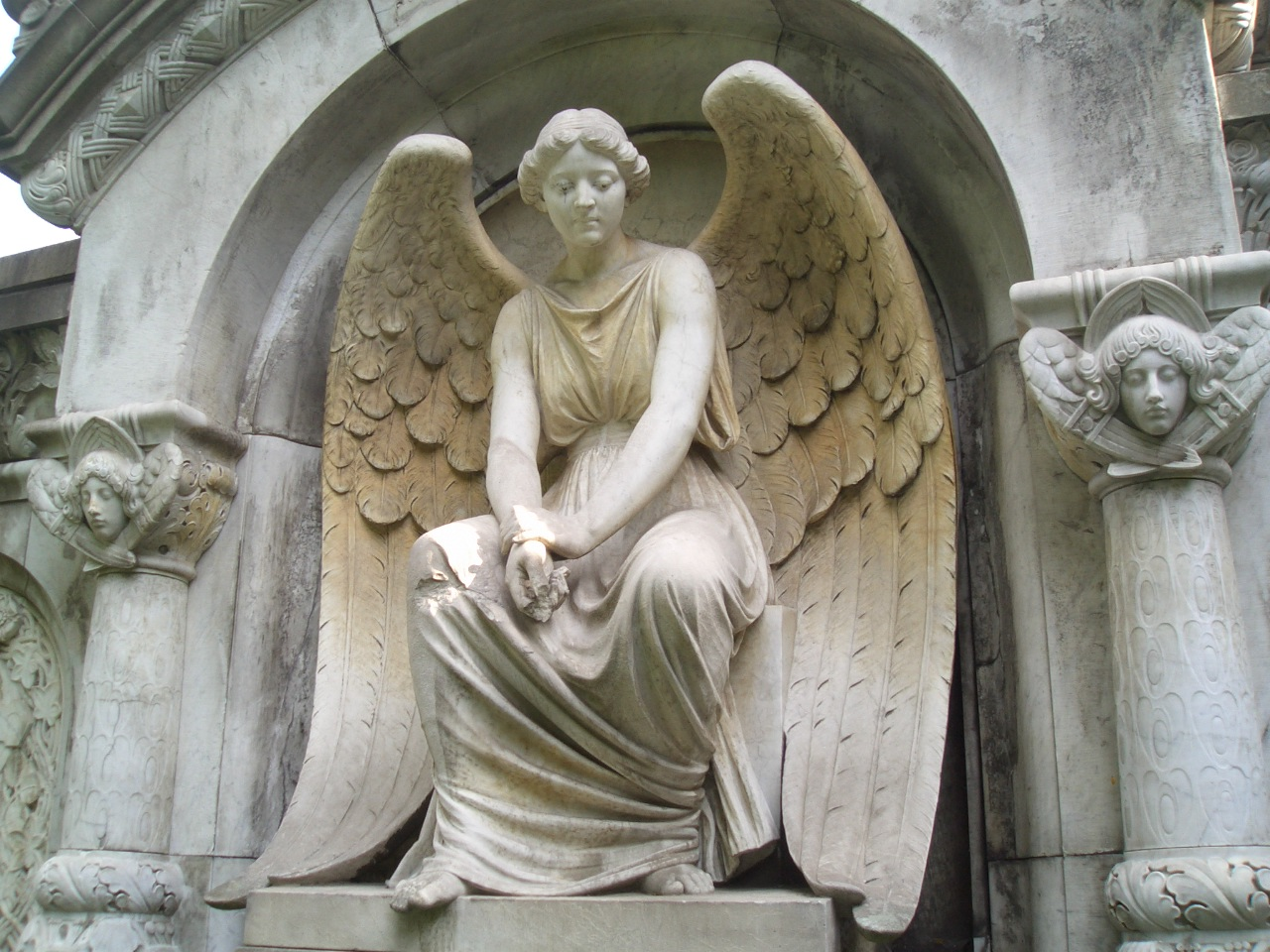
Engel von Richard Grüttner auf dem Grab von Gustav Eltschig

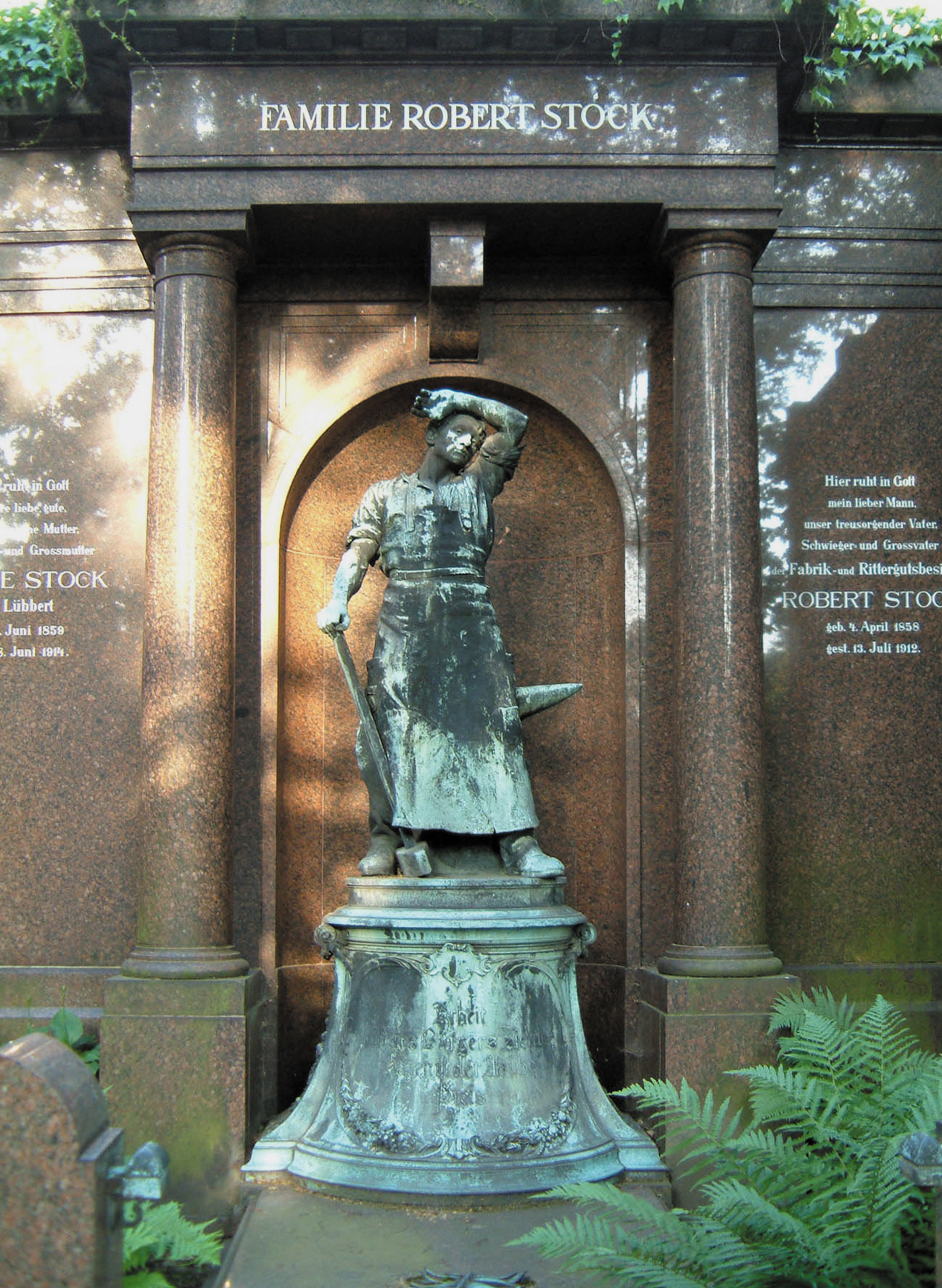
Der ausruhende Schmied, Grab von Robert Stock (1858–1912)

Der Alte Luisenstädtische Friedhof ist ein evangelischer Begräbnisplatz. Er entstand im 16. Jahrhundert im Zusammenhang mit dem Bau der Luisenstädtischen Kirche und diente anfangs als Bestattungsplatz für Pest-Tote. Seit der Neuanlage im 19. Jahrhundert an der heutigen Stelle wird er stetig genutzt.

## Lage
Der Friedhof befindet sich am Südstern im Berliner Ortsteil Kreuzberg. Er wurde 1831 auf einem ehemaligen unrentablen Weinberg angelegt. Er ist mit 90.998 m² der größte  der insgesamt vier Friedhöfe an der Bergmannstraße, wobei sein Haupteingang allerdings, anders als bei den drei benachbarten Kirchhöfen, nicht direkt an der Bergmannstraße liegt.

## Geschichte
Der Luisenstädtische Friedhof ist der zweite Friedhof der Luisenstadt-Gemeinde, deren Geschichte 1964 mit der Sprengung des Gotteshauses, einer Kriegsruine, endete. Der erste war ursprünglich ein Pestfriedhof, der in den 1930er Jahren endgültig aufgelassen wurde. Er befand sich im heutigen Waldeckpark an der Oranienstraße, in dem zur Erinnerung ein großes Grabmal eines Rittmeisters stehen gelassen wurde.
In der Mitte steht die gut zwei Meter hohe Statue eines Auferstehungsengels, geschaffen von Otto Geyer. Der Friedhof enthält teilweise aufwendige Erbbegräbnisstätten bedeutender Berliner Persönlichkeiten, aber auch einige Gräber vergessener Persönlichkeiten mit kunstgeschichtlich bedeutsamem Grabschmuck.
Im hinteren Bereich des Kirchhofes befindet sich eine geschlossene Anlage mit Kriegsgräbern für 314 Kriegstote, darunter das Grab eines unbekannten Soldaten. In diesem Bereich ruhen 63 Soldaten des Ersten Weltkriegs und 250 meist zivile Kriegstote des Zweiten Weltkriegs.

## Besondere Bedeutung während der NS-Zeit
Der Friedhof erlangte während der NS-Zeit als Hauptfriedhof der Bewegung besondere Bedeutung. Zwischen September 1931 und April 1935 wurden dort insgesamt 22 Nationalsozialisten  beerdigt, prominente Parteigrößen gehörten nicht dazu. Viele von ihnen hatten den Tod bei gewaltsamen Auseinandersetzungen mit Parteigegnern gefunden, aber auch Parteianhänger, die durch Schüsse der eigenen Leute getötet wurden oder Selbstmord begingen, wurden dort in einer stark mit nationalsozialistischen Elementen durchsetzten Trauerfeier beerdigt.
Der zuständige Pfarrer Johannes Wenzel, der Pastor der Neuen Garnisonkirche, zu der der Friedhof gehörte, war ein offener Sympathisant der nationalsozialistischen Bewegung und spielte eine wichtige Rolle bei der Inszenierung und der Verzahnung von Teilen der protestantischen Kirche mit der NS-Diktatur.
Heute ist keine dieser Grabstätten mehr aufzufinden, unter welchen Umständen sie verschwanden, ist ungeklärt.

## Gräber bekannter Persönlichkeiten

### Erhaltene Grabstätten
(± = Ehrengrab des Landes Berlin)
- Ernst Aschmann (1848–1910), Konteradmiral
- Erwin Beck (1911–1988), SPD-Politiker und Widerstandskämpfer, später Jugendstadtrat in Kreuzberg (±)
- Hans Brendicke (1850–1925), Publizist, Heimatforscher (±)
- Hans Chemin-Petit der Ältere (1864–1917), Komponist, Dirigent, Musikpädagoge
- Hans Chemin-Petit (1902–1981), Komponist, Dirigent
- Emil Döblin (1853–1918), Schriftsetzer, Gewerkschaftsfunktionär
- Ernst Fidicin (1802–1883), Jurist, Historiker, Stadtarchivar (von 1952 bis 2014 „Ehrengrab des Landes Berlin“)
- Otto Fischbeck (1865–1939), Politiker, Staatsminister für Handel und Gewerbe, Stadtrat und Stadtältester
- Eduard Fürstenau (1862–1938), Architekt
- Kurt Haase-Jastrow (1885–1958), Maler
- Eugen Hahn (1841–1902), Arzt, Direktor am Krankenhaus Friedrichshain (Porträtmedaillon von Gerhard Janensch)
- Ernst Harrich (1886–1941), Gartenarchitekt, Gartendirektor in Treptow
- Carl Justus Heckmann (1786–1878), Kupferschmied, Industrieller
- Heinrich Philipp Hedemann (1800–1872), Jurist, Bürgermeister von Berlin (von 1964 bis 2017 „Ehrengrab des Landes Berlin“)
- Max Heinhold (1881–1946), Bergingenieur, Manager des Mansfeld-Konzerns
- Albert Hirte (1833–1898), Bankier
- Johannes Hirte (1869–1931), Architekt
- Reimar Hobbing (1874–1919), Verleger, Muschelkalkstele (Die Nacht nimmt dem Entschlafenen das Buch aus den Händen) von Hermann Hosaeus
- Carl Hochhaus (1852–1935), Maler
- Leo Impekoven (1873–1943), Maler, Bühnenbildner
- Lorenz Impekoven (1909–1969), Schauspieler, Sänger, Tänzer, Kabarettist und Regisseur
- Johanna Juncker-Schatz (1848–1922), Schauspielerin
- August Kahlbaum (1794–1872), Branntweinbrenner, Gründer der C. A. F. Kahlbaum „Spritreinigungsanstalt und Likörfabrik“
- Wilhelm Kahlbaum (1822–1884), deutscher Chemiker, Kommerzienrat, Kunstsammler; Fabrikbesitzer in zweiter Generation (C. A. F. Kahlbaum)
- Albert Klatt (1892–1970), Maler (±)
- Gustav Adolf von Klöden (1814–1885), Geograf
- Heinrich Kochhann (1805–1890), Kommunalpolitiker, Stadtverordneter, Ehrenbürger Berlins (±)
- Ernst Koerner (1846–1927), Landschafts- und Marinemaler
- Friedrich Wilhelm Langerhans (1780–1851), Architekt, Stadtbaurat, Kommunalpolitiker, Stadtältester
- Paul Langerhans (1820–1909), Mediziner, Stadtverordneter, Ehrenbürger Berlins, Sohn von Friedrich Wilhelm Langerhans (±)
- Gottfried Wilhelm Lehmann (1799–1882), Kupferstecher und Lithograf, Gründer der ersten Berliner Baptistengemeinde (±)
- Hans Luckhardt (1890–1954) und Wassili Luckhardt (1889–1972), Architekten, gemeinsam in einem übernommenen Grab von 1905 (Grabstätte Schischin)
- Christfried Reinhard-Moritz Maassen (1859–1907), Kaufmann, Textilunternehmer (Damenmantelfabrik R. M. Maaßen)
- Dieter Masuhr (1938–2015), Maler, Schriftsteller
- Andreas Matthae (1968–2004), Politiker
- Hans Mühlhofer (1878–1932), Hofschauspieler
- Martha Mühlhofer (1874–1940), Theaterpädagogin
- René Pollesch (1962–2024), Dramatiker und Intendant der Volksbühne am Rosa-Luxemburg-Platz
- Erwin Reibedanz (1878–1919), Besitzer der von Bruno Taut gebauten und denkmalgeschützten Dampfwäscherei in der Teilestraße (Kalksteinstele auf der Grabstätte von Brunos Bruder Max Taut)
- Hermann Roeder (1856–1941), Rittergutsbesitzer, Gemeindevorsteher in Lichtenberg
- Heinrich Runge (1817–1886), Heraldiker, Konservator, Stadtkämmerer (von 1952 bis 2017 „Ehrengrab des Landes Berlin“)
- Bodo Saggel (1939–2003), linksradikaler Aktivist und Autor, „Haschrebell“
- August Scherl (1849–1921), Verleger, beigesetzt im Grab seiner Frau, der Schauspielerin Flora Rosner (1855–1885)
- Franz Scholz (1873–1958), Jurist, Verwaltungsrichter, Fachbuchautor
- Friedrich Scholz (1926–2008), Komponist
- Otto Sohre (1853–1926), Architekt, Baumeister
- Franz Späth (1839–1913), Gründer der Gärtnerdynastie, zeitweise die „größte Baumschule der Welt“ (Berlin-Baumschulenweg) (Familiengrab mit Bronzebüste von Albert Manthe)
- Robert Stock (1858–1912), Industrieller, Pionier der Telekommunikation (Erbbegräbnis mit Bronzestatue eines ausruhenden Schmieds von Gerhard Janensch)
- Gustav Stresemann (1878–1929), Reichskanzler, Außenminister, Friedensnobelpreisträger; monumentales Grab, gestaltet von Hugo Lederer (±)
- Johannes Stumm (1897–1978), Jurist, Kommunalpolitiker, West-Berliner Polizeipräsident

### Nicht erhaltene Grabstätten
- Franz von Adler (1829–1898), preußischer Generalleutnant
- Ernst Behrend (1851–1912), Beamter in der Königlichen Oberzolldirektion, Schriftsteller
- Hans Bischoff (1852–1889), Pianist, Klavierlehrer, Herausgeber der Werke von Bach, Schumann und Händel
- Rudolf Dammeier (1851–1936), Maler
- Tobias Feilner (1773–1839), Töpfer,  Erfinder des Berliner Kachelofens und ein Mitarbeiter von Karl Friedrich Schinkel
- Ludwig Hess (1877–1944), Tenorsänger und Komponist
- Marie Kahle-Kessler (1844–1896), Schauspielerin
- Richard Kahle (1842–1916), Schauspieler, Gatte von Marie Kahle-Keßler
- Albert Keßler (1819–1890), Schauspieler, Vater von Marie Kahle-Keßler
- August von Kloeber (1793–1864), Maler
- Karl Friedrich von Klöden (1786–1856), Geograf, Historiker, Vater von Adolf von Klöden
- Julius Krause (1812–1881), Hofopernsänger
- Ludwig Löffler (1819–1876), Lithograf
- Friedrich Albert Immanuel Mellin (1796–1859), Architekt, Generalbaudirektor, Nachfolger Karl Friedrich Schinkels
- Karl Friedrich Müchler (1763–1857), Kriegsrat, Schriftsteller
- Reinhold Muchow (1905–1933), NS-Funktionär, Organisator der Deutschen Arbeitsfront
- Wilhelm Münch (1843–1912), Regierungsrat, Honorarprofessor für Pädagogik, Schriftsteller
- Eugen Richter (1838–1906), Führer der Freisinnigen im Reichstag (Grab mit Porträtbüste von Ernst Wenck; Grab war 1952 bis 1983 „Ehrengrab des Landes Berlin“; Richter wurde 1983 nach Hagen umgebettet, Grabmal und Büste transloziert)
- Hubert Ries (1802–1886), Violinist, Komponist, Musikpädagoge
- Bruno Rodschinka (1891–1929), Pilot
- Hermann Scherenberg (1826–1897), Maler und Zeichner, Illustrator des Ulk
- Leopold Schmidt (1860–1927), Musikhistoriker und -kritiker
- Heinrich Smidt (1798–1867), Schriftsteller
- Christian Friedrich Tieck (1776–1851), Bildhauer
- Clara Wenck (1852–1905), Schauspielerin, „komische Alte des Berliner Theaters“
- Edgar von Westphalen (1819–1890), kommunistischer Politiker, Freund und Schwager von Karl Marx
- Ludwig Wilhelm Wichmann (1788–1859), Bildhauer